# Dasypogon olcesci
Dasypogon olcesci är en tvåvingeart som först beskrevs av Jacques-Marie-Frangile Bigot 1878.  Dasypogon olcesci ingår i släktet Dasypogon och familjen rovflugor. Inga underarter finns listade i Catalogue of Life.